# Emboque (banda)
Emboque es un grupo de heavy metal y hard rock cántabro, formado a mediados de los noventa por Mario y Raul Galván.

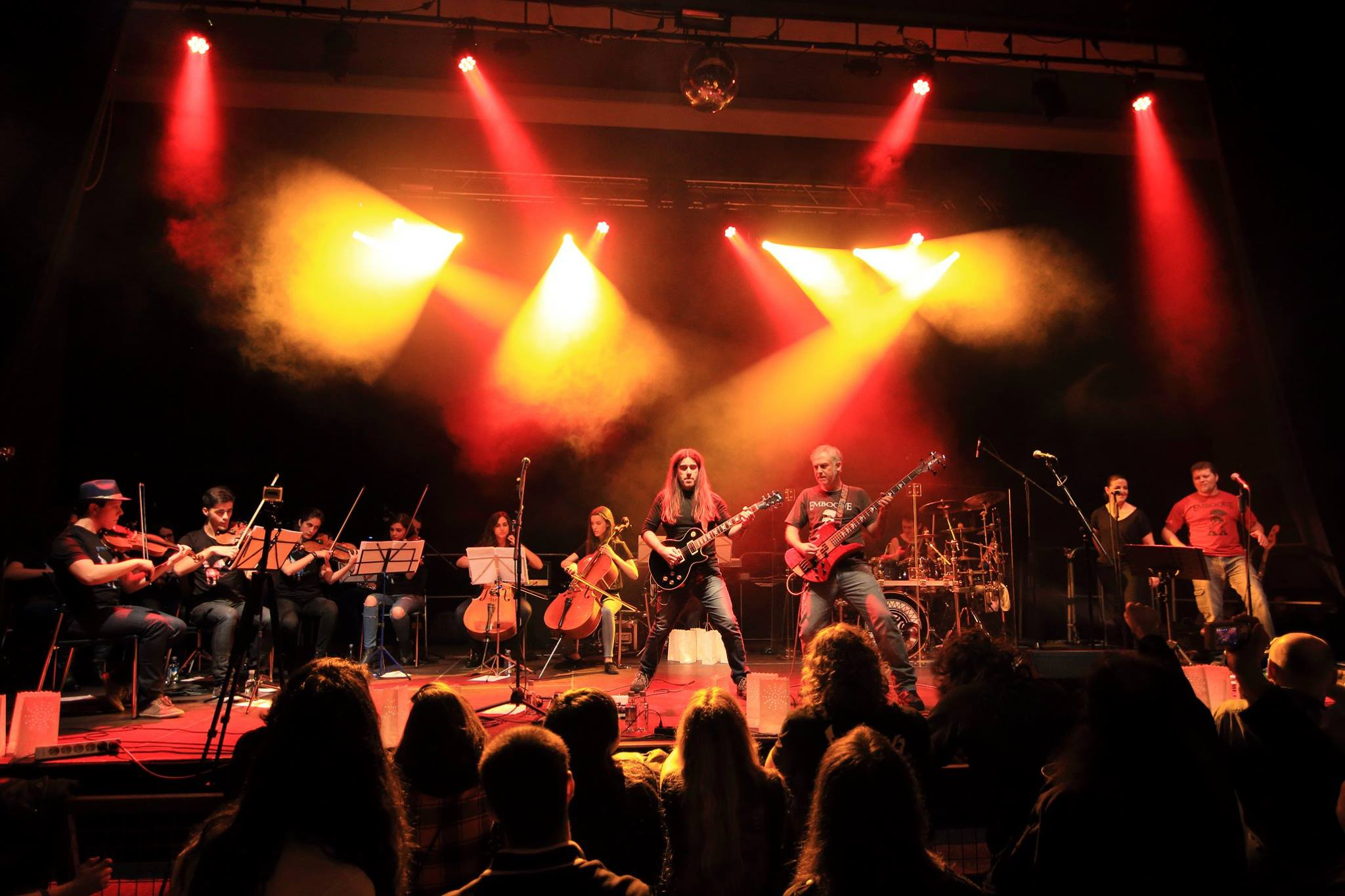
A TEMPO DE ROCK, CONCIERTO SINFONICO ESCENARIO SANTANDER 28 NOV. 2015

## Historia
La historia de Emboque podría remontarse a principios de los ´90, cuando Raúl y Mario Galván comienzan sus escarceos en la música, aprendiendo a tocar piezas de los grupos que por aquel entonces despuntaban en el panorama, grupos como Guns N' Roses, Skid Row... además de temas de grupos veteranos como Deep Purple o Led Zeppelin. La primera formación estable se formó en 1994 con la incorporación de Chus Gancedo a la batería. A partir de aquí, todo son ensayos y trabajo duro hasta conseguir sus primeras actuaciones.
Su primer contacto con los estudios fue en el CD "Escena 97, Un año de Rock en Cantabria", disco colectivo de músicos cántabros en el que Emboque aportó dos temas: 'Una voz en mi interior' y 'Ritual'. Un año después, son fichados por la independiente OCA Récords para grabar su primer disco en solitario, con diez temas propios, titulado 'Salvaje' y que sale a la venta en 1999, agotándose la primera edición a lo largo del año.
A finales del año 2000, Juan Carlos Quintana (ex- Sangre Fría, Los Quesitos) sustituye a Chus en la batería, integrándose en el grupo en un tiempo récord, en lo que significó el último impulso de Emboque para afrontar la publicación de su nuevo álbum. 'Déjame Entrar' publicado en mayo de 2001, con la misma compañía y producido por ellos mismos, un ejemplo de rock en estado puro, donde incluyen ocho temas propios junto a una versión del 'Himno a Cantabria' y otra versión en castellano de 'Prowler' (Iron Maiden).
Emboque han seguido exprimiendo sus dos discos sobre escenarios de todo el país a la vez que preparaban su nuevo álbum, el cual se deciden por auto producirse y sacarlo al mercado en 2004 de manera independiente sin respaldo de ninguna discográfica, así comienzan a grabar en los prestigiosos Estudios Oasis, en Madrid, donde ha grabado gente como Barón Rojo, Sugarless, Muro... En cinco días Emboque dejó para la posteridad los once temas que dan vida al tercer disco de su carrera, 'Contra El Tiempo', y que estuvo a la venta en todas las tiendas Tipo del país, donde destaca la colaboración de Carlos de Castro de Barón Rojo, que presta su voz en algunos pasajes de 'Vieja Tierra' (último tema del disco de unos 14 minutos de duración), también sorprenden con una versión en castellano del 'Master of the Wind' de Manowar. En total, once temas y más de una hora de hard y heavy rock... además una pista de video de animación 3D del tema 'El ojo del huracán'.
En 2010 publicaron su cuarto disco, "Voy A Por Ti", en el que se han grabado 10 temas propios, siguiendo la línea marcada por sus anteriores trabajos, pero investigando en nuevos tempos y sonidos. En esta nueva etapa han contado con varias colaboraciones, entre las cuales destacan la de Óscar Sancho, cantante de Lujuria y estandarte del heavy-rock actual en España, y Derek Sherinian, conocido teclista que ha formado parte de grandes bandas del rock internacional como Dream Theater, Alice Cooper, Billy Idol, Kiss, Planet X, etc. El disco ha sido grabado y masterizado en los estudios Sonoarc en Cantabria y saldrá editado por el sello Leyenda Records.
A finales de 2015 vio la luz "A Tempo de Rock", el quinto disco de EMBOQUE, el cual supone una revisión con arreglos orquestales de antiguos temas de la banda, más un tema inédito "El Ganador". 
El disco ha sido grabado y masterizado en los estudios SonOArc y ha contado con la colaboración del multinstrumentista Pepe Santos para las líneas orquestales, y de varias voces conocidas de la escena cántabra. En la presentación del mismo, EMBOQUE estuvieron acompañados de varios instrumentos de orquesta sinfónica, siendo un éxito de crítica y público.
A finales de 2017 afrontan con la misma ilusión del primer día la presentación de su nuevo disco "6". Un disco en el que han seguido explorando los diferentes terrenos del Rock, Hard y Heavy, como siempre manteniendo la esencia EMBOQUE. 11 canciones propias conforman este nuevo disco. Incluyendo una versión en inglés de "Estaré", que será el primer tema de adelanto, con el que pretenden conseguir el reconocimiento internacional que ya tienen aquí.
En 2020, presentan su nuevo trabajo "DIRECTAMENTE", un álbum grabado en directo en el que repasan sus temas más emblemáticos. El trabajo contiene un doble CD más un DVD con la grabación del concierto ofrecido por el grupo en Escenario Santander el 29 de marzo de 2019, con motivo de la celebración de sus 25 años de trayectoria, en el que contaron con varias colaboraciones especiales como la de Carlos de Castro de BARON ROJO, un coro de 40 niños, percusiones… y muchos compañeros de grupos y amigos.

## Conciertos
Pero la mejor carta de presentación de Emboque son sus directos, entre ellos y los que recuerdan con mayor agrado, sus participaciones en el Festival de Rock de Cabárceno, al compartir escenario con Barón Rojo (ante más de 8.000 personas) en el año 2000, y al año siguiente con Obús y Ñu, tres grupos que han influido mucho en el estilo musical de Emboque. De hecho volvieron a tocar junto a Barón Rojo en Torrelavega en el 2002, donde Carlos de Castro fue por un momento cantante de Emboque para hacer juntos una versión de Dio. Ese año también tienen otras actuaciones importantes dentro y fuera de Cantabria, pero sin duda el mayor evento en el que han participado hasta ahora ha sido el Bike Rock Festival donde comparten escenario con roqueros del panorama nacional e internacional, como Sex Museum, Bon Scott Band, Sugarless, Rosendo y Diamond Dogs entre otros. Esta trayectoria de directos ha tenido su punto más álgido en julio de 2006 teloneando a uno de los grupos más grandes de la historia, Scorpions, ante más de 10 000 personas en el Ferial de Torrelavega.

## Miembros

### Formación actual
- Raul Galván - Bajo y voz
- Mario Galván - Guitarra y coros
- Juan Carlos Quintana - Batería

### Miembros antiguos
- Chus Gancedo - Batería

## Discografía
- Salvaje (1999)
- Déjame Entrar (2001)
- Contra el Tiempo (2004)
- Voy A Por Ti (2010)
- A Tempo de Rock (2015)
- 6 (2017)
- Directamente (2020) (Cd+DVD, Directo 25 aniversario)
- La Era Perdida (2022)